# Barytarbes himertoides
Barytarbes himertoides is een insect dat behoort tot de orde vliesvleugeligen (Hymenoptera) en de familie van de gewone sluipwespen (Ichneumonidae). De wetenschappelijke naam van de soort werd voor het eerst geldig gepubliceerd in 1953 door H.G.M. Teunissen. De soort komt voor in Nederland; het holotype is afkomstig uit Hilversum (Loosdrechtse Bos).